# Dataspelsbranschen
Dataspelsbranschen är en svensk branschorganisation för producenter och distributörer av dator- och TV-spel. 
Dataspelsbranschen bildades våren 2007, då de två organisationerna MDTS (Sveriges branschförening för Multimedia, Dator- & TV-spel) , som företrädde förlag och distributörer och Spelplan-ASGD, som företrädde utvecklare och producenter samordnade sina kontakter mot omvärlden. Det är inte en ren sammanslagning, de bägge grundarorganisationerna existerar fortfarande internt. Spelplan-ASGD var i sin tur en sammanslagning av organisationerna Spelplan och ASGD. 2013 grundade Dataspelsbranschen föreningen Diversi som jobbar med att lyfta fram och stärka mångfalden i den svenska dataspelsbranschen.
Per Strömbäck är Dataspelsbranschens talesperson.